# Millieria dolosalis
Millieria dolosalis is een vlinder uit de familie van de Millieriidae. De wetenschappelijke naam van de soort is, als Choreutis dolosalis, voor het eerst geldig gepubliceerd in 1851 door Heydenreich.
De soort komt voor in een groot gebied in Europa en Noord-Afrika, van Marokko tot Frankrijk, Duitsland en Polen, oostelijk tot het zuiden van Rusland en Israël.

## Synoniem
- Choreutis dolosana Herrich-Schäffer, 1854
  - Millieria dolosana (Herrich-Schäffer, 1854)

## Naam
De naam van de soort werd in 1850 als Choreutis dolosana door Herrich-Schäffer onder een afbeelding vermeld. Die naam wordt beschouwd als een nomen nudum. In 1851 publiceerde Heydenreich de naam van de soort als Choreutis dolosalis wél geldig. In 1854 publiceerde Herrich-Schäffer de naam alsnog als Choreutis dolosana maar die naam is een junior synoniem voor de  naam van Heydenreich. De naam van Herrich-Schäffer uit 1854 werd door Ragonot wél gekozen als de typesoort van het geslacht Millieria.